# Berlin fliegt!
Berlin fliegt! ist ein in Berlin ausgetragenes internationales Leichtathletikmeeting. Es wurde erstmals 2011 durchgeführt und hat die Wettkampfform eines Länderkampfes. Die Veranstaltung bildet den Saison-Abschluss für die Leichtathleten. 2019 fand die Veranstaltung schon im Juni statt.
Die Wettkampfstätte war von 2011 bis 2017 direkt vor dem Brandenburger Tor, 2018 am Berliner Fernsehturm und 2019 am Flughafen Tempelhof.

## Teilnehmer
In den ersten Jahren von 2011 bis 2015 wurde die Veranstaltung jeweils als Länderkampf zwischen Deutschland, Frankreich, Russland und den USA durchgeführt. Im Jahr 2016 nahmen Deutschland, Frankreich, Großbritannien, Italien und Spanien teil. 2017 bestand das Starterfeld aus sechs Nationen, da zu den letztjährigen Startern wieder die USA dazukamen. 2018 trafen Deutschland, Frankreich, Großbritannien und die USA aufeinander. Im Jahr 2019 traf erstmals China auf Deutschland, Großbritannien und die USA.
Pro Land startet jeweils ein Athlet in jeder Disziplin und sammelt Punkte für die Teamwertung. Eine Einzelwertung gibt es nicht.

## Disziplinen
Gestartet wird bei jeder Veranstaltung in drei Disziplinen. Von 2011 bis 2015 waren es:
- Stabhochsprung – Männer
- Weitsprung – Frauen
- Weitsprung – Männer

Im Jahr 2016 wurde ein Kurzsprint in das Programm aufgenommen, sodass es zu Wettkämpfen in den folgenden Disziplinen kam:
2016
- Stabhochsprung – Männer
- Weitsprung – Frauen
- Sprint – Männer

2017
- Stabhochsprung – Männer
- Weitsprung – Frauen
- Sprint – Frauen

2018
- Stabhochsprung – Frauen
- Weitsprung – Frauen und Männer
- Sprint – Frauen und Männer

2019
- Stabhochsprung – Männer
- Weitsprung – Frauen
- Sprint – Frauen und Männer